# Stemmiulus penicillatus
Stemmiulus penicillatus är en mångfotingart som först beskrevs av Cook 1895.  Stemmiulus penicillatus ingår i släktet Stemmiulus och familjen Stemmiulidae. Inga underarter finns listade i Catalogue of Life.